# Tygodnik

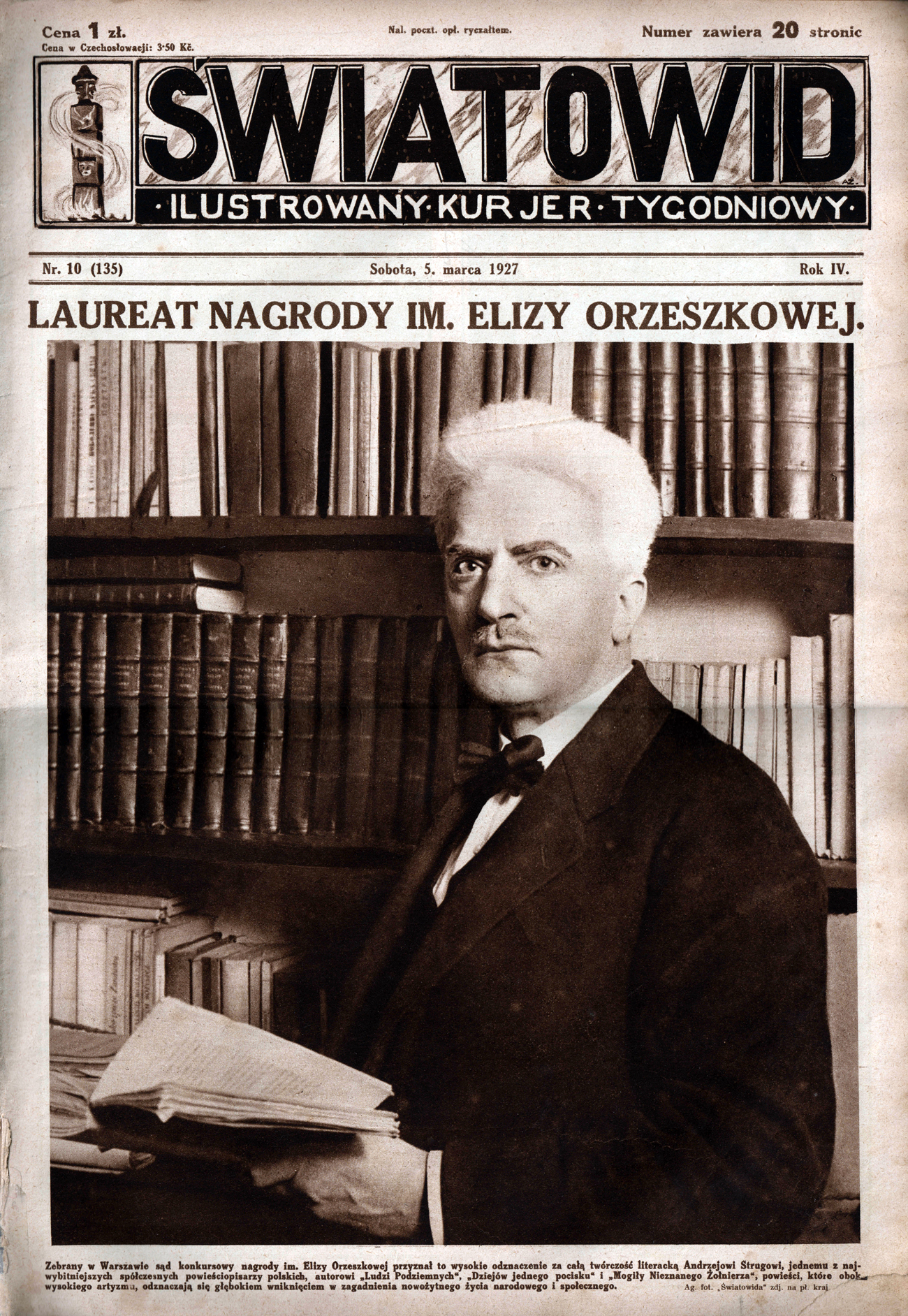
Okładka tygodnika Światowid, na zdjęciu Tadeusz Gałecki

Tygodnik – czasopismo ukazujące się raz w tygodniu.
W polskim nazewnictwie gatunkowym periodyków nazwa ta, utworzona na wzór dziennika pojawiła się na początku XIX wieku (Tygodnik Wileński 1804), zastępując dawniejszą nazwę "pismo tygodniowe", powstałą pod wpływem niemieckim. Określenie to często stanowi część składową tytułu.
Część tygodników ukazuje się w ostatnie dni przed weekendem i zawiera program telewizyjny. Większość opisuje wydarzenia społeczne, polityczne, gospodarcze, ekonomiczne i kulturalne z kraju i zagranicy. Niektóre tygodniki mają wyraźne profile światopoglądowe, najczęściej odnoszące się do światopoglądu politycznego, np. lewicowe, liberalne czy konserwatywne. Istnieją tygodniki regionalne i miejskie, zajmujące się życiem społecznym i kulturalnym mniejszych społeczności.